# Gaspard Dughet

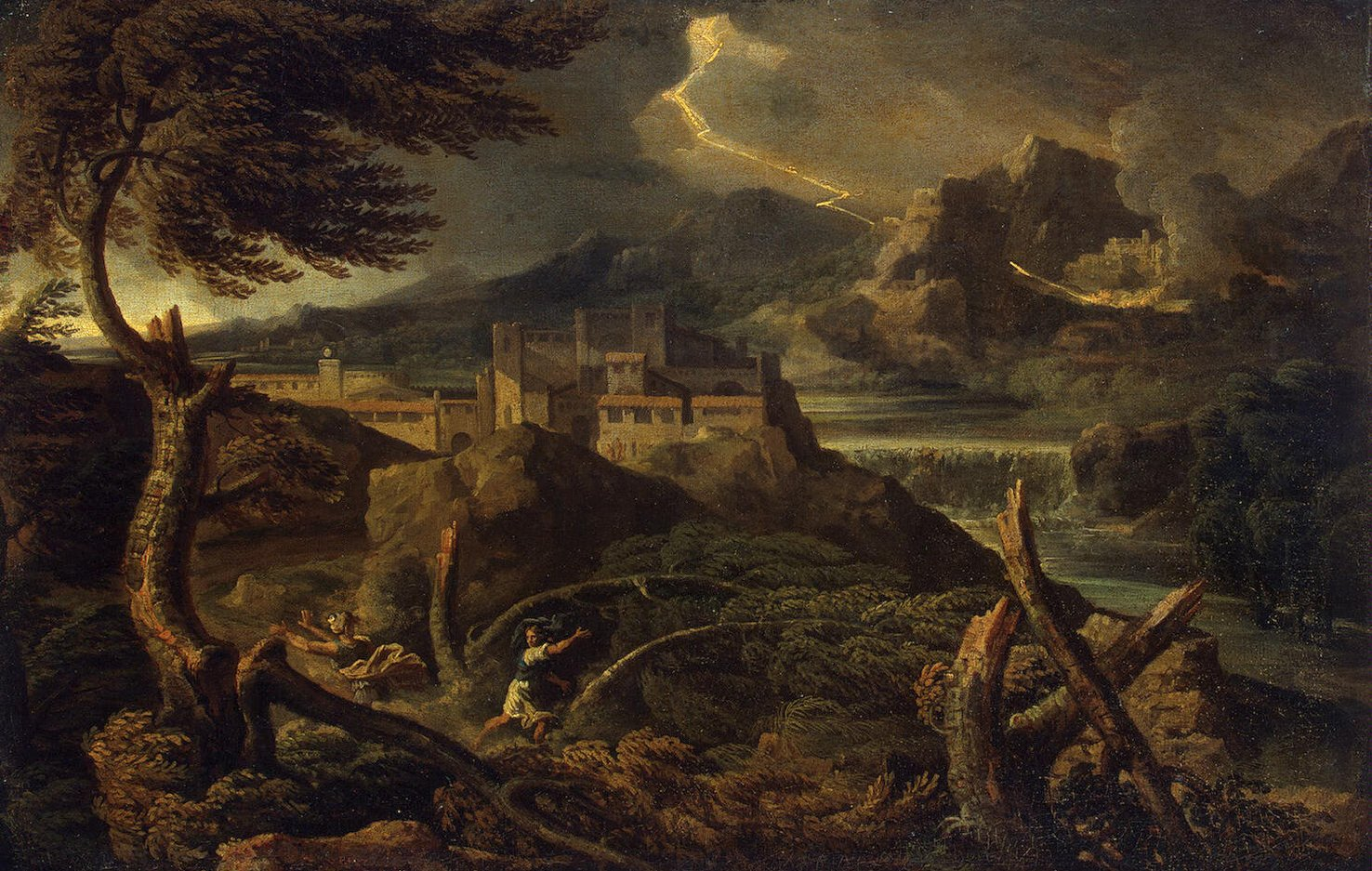
Paisaje con un rayo, 1667-1669, óleo sobre lienzo, 62,5 x 40 cm, San Petersburgo, Museo del Ermitage.

Gaspard Dughet (Roma, 1615-25 de mayo de 1675) fue un pintor barroco italiano de origen francés, especializado en la pintura de paisajes de la campiña romana. Cuñado de Nicolas Poussin (se hacía llamar Gaspard Poussin o Pussino), su obra, admirada y copiada ya en su tiempo, inspiró a fines del siglo XVIII un modelo de parques y jardines divulgados por los pintores ingleses del Picturesque movement. En 1659 ingresó en la Academia de San Lucas de Roma.

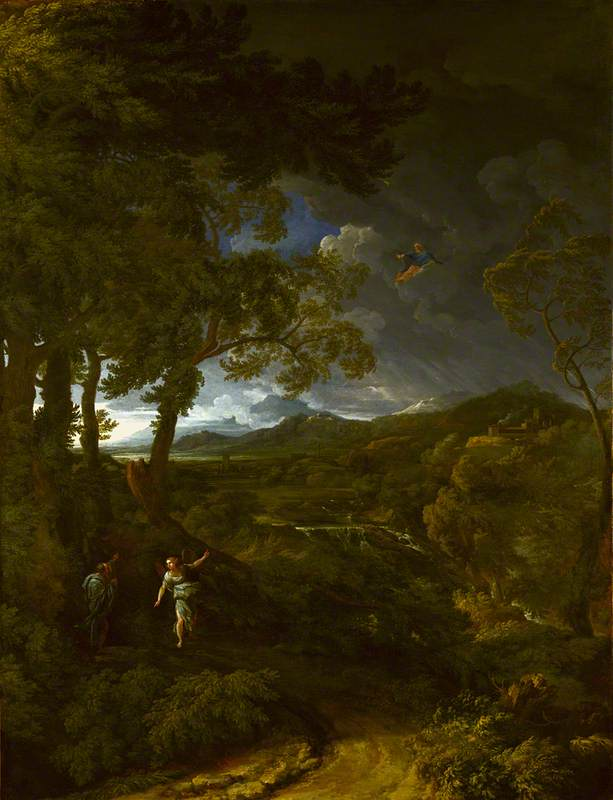
Paisaje con Elías y el ángel, óleo sobre lienzo, 202 x 154 cm, Londres, National Gallery of Art.

## Biografía y obra
Hijo de Jacques Dughet, cocinero francés, y de madre Dorothea Scaruffo, italiana, fue bautizado en Roma el 8 de junio de 1615. Se formó y trabajó de 1630 a 1635 junto a su cuñado Nicolas Poussin, casado con Anne-Marie Dughet, hermana de Gaspard. Aun cuando no ha sido posible establecer una cronología precisa para sus obras, sí cabe observar que inicialmente se vio influido por el tipo de paisaje clasicista veneciano cultivado por su cuñado, del que pronto se distanció para adoptar fórmulas recibidas de Claudio de Lorena y los pintores nórdicos, rompiendo con la rigidez geométrica de Poussin para dar entrada a los paisajes agrestes y rocosos, iluminados por luces dramáticas.
Apasionado de la caza y la vida campestre, alquiló casas en Tívoli y Frascati para acercarse a la campiña romana, que será el motivo central de sus cuadros poblados por pequeños personajes pintados en ocasiones por otros artistas, como Michelangelo Cerquozzi o Carlo Maratta.
También pintó al fresco en palacios romanos, como el Quirinal o el palacio de la familia Borghese, siendo el encargo más importante en este orden el que recibió en 1647 para pintar en la iglesia de San Martino ai Monti una serie de paisajes, como marcos para las historias de los santos carmelitas, frescos en los que trabajó hasta 1651.
La fama de Dughet también llegó a España, tras la compra de dos de sus obras por el marqués de Castel Rodrigo, embajador en Roma de 1632 a 1644, conservando el Museo del Prado diez obras seguras de su mano y tres atribuidas o copias, procedentes todas ellas de la colección real.